# 树同构
树同构(Tree Isomorphism)描述的是图论中，两个树之间的完全等价关系。在图论的观点下，两个同构的树可以被当作同一个图来研究。

## 定义
树同构的概念源于图同构。图同构的概念为，两个简单图{\displaystyle G}和{\displaystyle H}称为是同构的，当且仅当存在一个将{\displaystyle G}的节点 {\displaystyle 1,\ldots ,n} 映射到{\displaystyle H}的节点{\displaystyle 1,\ldots ,n}的一一对应{\displaystyle \sigma }，使得{\displaystyle G}中任意两个节点{\displaystyle i}和{\displaystyle j}相连接，当且仅当{\displaystyle H}中对应的两个节点{\displaystyle \sigma (i)}和{\displaystyle \sigma (j)}相连接。树同构即在以上定义中增加{\displaystyle G}和{\displaystyle H}都是树的限制条件。两颗树{\displaystyle T_{1},T_{2}}同构可以记作{\displaystyle T_{1}\simeq T_{2}}。
在此基础上，定义有根树及其同构的概念。有根树可表示为(T,r)，其中T表示一棵树，{\displaystyle r\in V(T)}是一个有特殊标记的点，称为树的根结点。对于边{\displaystyle xy\in E(T)}，若x在根结点到y的路径上，称x为y的父结点，y为x的子结点。有根树的表示形式可以为“种植的树”，即根节点r标有向下箭头；所有结点的子节点都画在该点上方。
有根树同构的定义为，对于两颗有根树{\displaystyle (T_{1},r_{1})}，{\displaystyle (T_{2},r_{2})}，存在一个同构映射{\displaystyle f}，其中{\displaystyle f(r_{1})=r_{2}}。{\displaystyle (T_{1},r_{1})}与{\displaystyle (T_{2},r_{2})}同构可记作{\displaystyle (T_{1},r_{1})\simeq (T_{2},r_{2})}。
由以上定义可知，有根树同构的关系严格强于树同构的关系。

## 有根树同构判定算法
有根树同构的判定问题是P问题（P/NP问题）。这里介绍其中一种算法，该算法将有根树的比较转化为字符串的比较。

### 有根树的0-1编码
对有根树进行0-1编码，并且采用字典序对编码进行比较。字典序的比较方法为：
对不同序列{\displaystyle s=s_{1}s_{2}\dots s_{n}}和{\displaystyle t=t_{1}t_{2}\dots t_{m}}：
- 如果{\displaystyle s}是{\displaystyle t}的初始序列（即{\displaystyle t=st_{i}\dots t_{m}}），则{\displaystyle s<t};
- 如果{\displaystyle t}是{\displaystyle s}的初始序列（即{\displaystyle s=ts_{i}\dots s_{n}}），则{\displaystyle t<s};
- 令{\displaystyle i}是{\displaystyle s_{i}\neq t_{i}}的最小下标，若{\displaystyle s_{i}<t_{i}}则{\displaystyle s<t}，若{\displaystyle t_{i}<s_{i}}则{\displaystyle t<s}。

例：{\displaystyle 00<001},{\displaystyle 01{\textbf {0}}11<01{\textbf {1}}0}。
对有根树(T,r)进行如下编码：
- 所有非根叶结点都赋值为01；
- 假设点v的子结点{\displaystyle w_{1},w_{2},\dots ,w_{k}}都已经完成编码，编码为{\displaystyle A(w_{1}),A(w_{2}),\dots ,A(w_{k})}，且有{\displaystyle A(w_{1})\leq A(w_{2})\leq \dots \leq A(w_{k})}，则v结点的编码{\displaystyle A(v)=0A(w_{1})A(w_{2})\dots A(w_{k})1}

如此递归。r结点的编码{\displaystyle A(r)}即为该有根树的编码，用{\displaystyle \#(T,r)}表示。
若{\displaystyle \#(T_{1},r_{1})=\#(T_{2},r_{2})}，则说明有根树{\displaystyle (T_{1},r_{1})}与{\displaystyle (T_{2},r_{2})}同构。

### 判定定理的简单证明
该算法的判定定理是：{\displaystyle (T_{1},r_{1})\simeq (T_{2},r_{2})}当且仅当他们具有相同的0-1编码。
对该定理进行如下简单证明：
- 充分性：从有根树同构的定义和编码过程可证。
- 必要性：对编码进行解码。任意有根树的编码必然有{\displaystyle 0S1}的一般形式，其中{\displaystyle S=S_{1}S_{2}\dots S_{t}}。{\displaystyle S_{1}}是{\displaystyle S}中0,1个数相等的最小前缀，{\displaystyle S_{2}}是第二个0,1平衡的最小前缀，以此类推，可以解码出唯一形态的有根树。这棵有根树的其他表示形式都与该解码形式同构。

## 树同构判定算法
树同构的判定算法基于有根树同构的判定算法构成。在前文所述中，有根树相对于树的区别在于，有根树有一个特定标记的根。对于一般的树，我们需要一种找根的算法；在确定这棵树的有根表达形式之后，对于有根树进行编码判定即可。
定义树的中心点集合{\displaystyle C(T):\{v\in T(V,E)|v{\text{ 是使 }}\max _{u\in T}d(u,w){\text{  最小的点  }}\}}。由于{\displaystyle C(T)}至多包含两个顶点，且若{\displaystyle C(T)=2}，那么该两点必定相邻，故可以选择{\displaystyle C(T)}中的点为根。
树同构的判定算法中，首先通过删叶子结点的方式，算出{\displaystyle C(T)}。
- 若{\displaystyle C(T)=\{r\}}，那么{\displaystyle \#(T,r)}即为树T的编码。
- 若{\displaystyle C(T)=\{r_{1},r_{2}\}}，那么分别计算{\displaystyle \#(T,r_{1})}与{\displaystyle \#(T,r_{2})}，以其中较小的作为树T的编码。

若两棵树的编码相同，即可认为两棵树是同构的。